# Robby Cantarutti

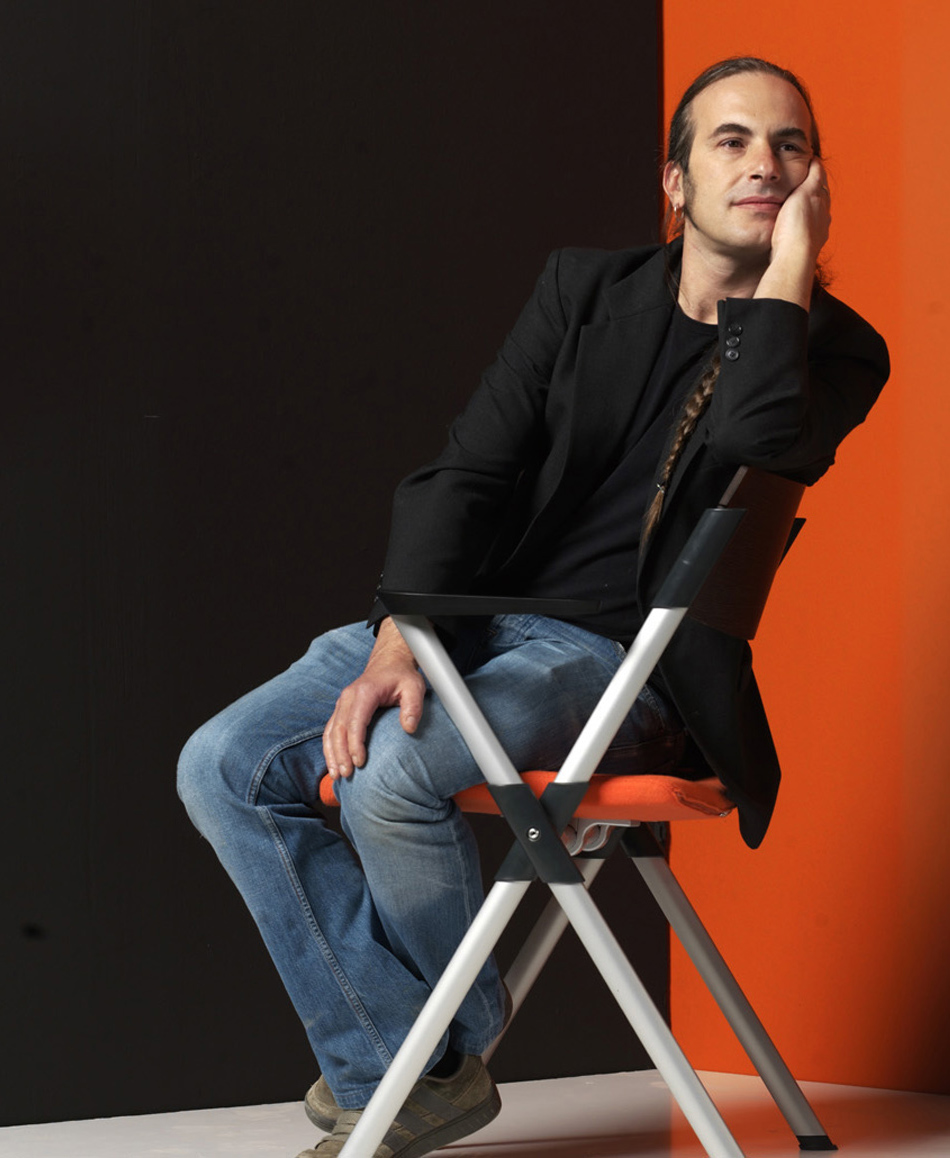
Robby Cantarutti

Robby Cantarutti (* 17. Juni 1966 in Wuppertal) ist ein italienischer Architekt und Designer aus Wuppertal. Er ist ein Vertreter des Italienischen Realismus.
Cantaruttis Arbeiten befinden sich in Friuli Venezia Giulia, einschließlich das „Haus am Fluss“, wo er mit seiner Familie lebt.
Cantaruttis Arbeit ist von seiner Leidenschaft für Materialien und Natur geprägt. Cantarutti benutzt meist rohe Materialien wie Zementkonglomerate, Zellulosefasermaterialien und oxidierte Metalle. Er verbindet die entworfene Form mit der natürlichen Verwitterung der von ihm benutzten Materialien.

## Stil

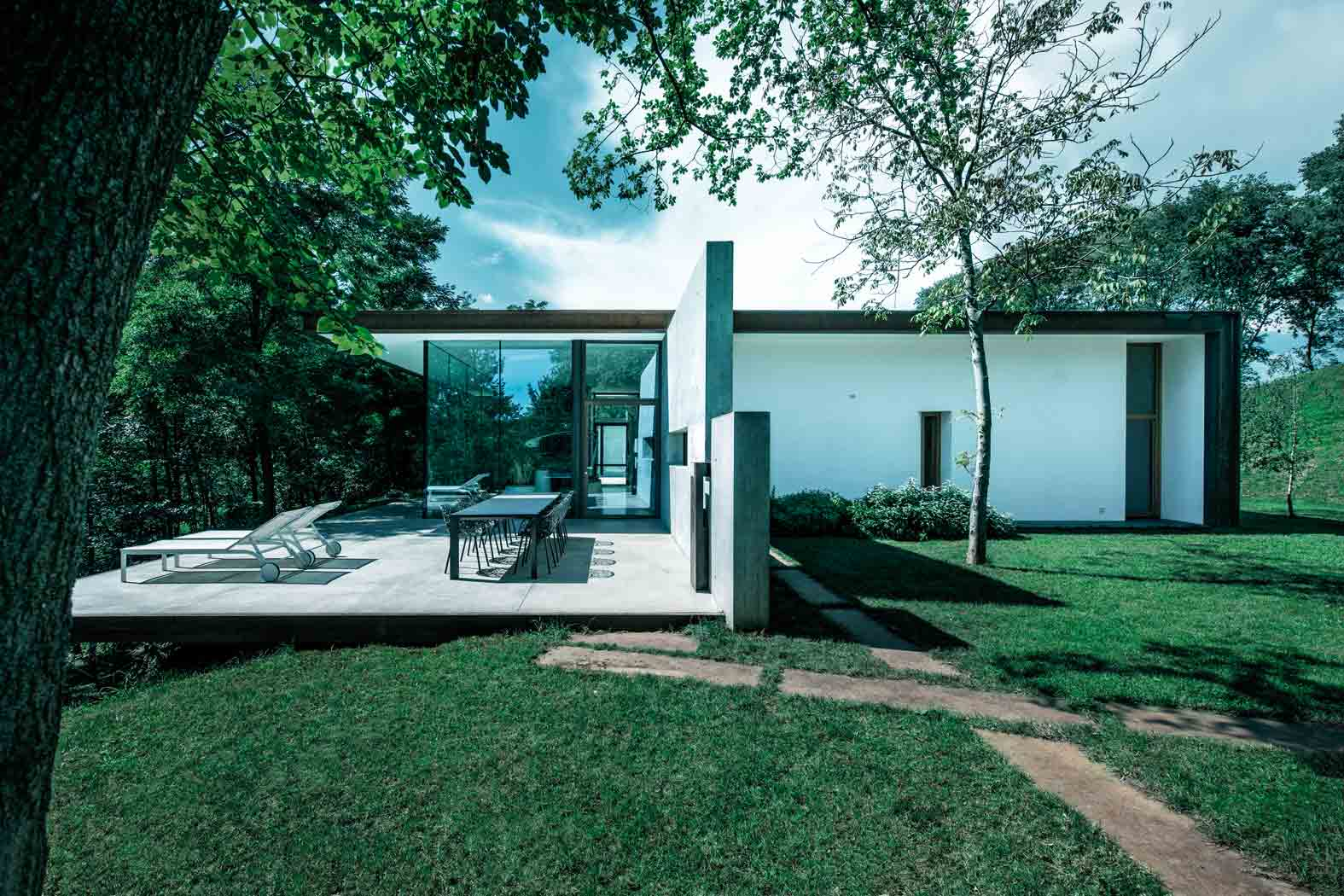
Das preisgekrönte „Haus am Fluss“ von Robby Cantarutti und Francesca Petricich

Beeinflusst von Bauhaus und Le Corbusier, verbindet Cantarutti den Mainstreamrationalismus mit organischem Stil. Cantarutti genießt globale Aufmerksamkeit. Sein Meisterwerk, Cabin at the River (Haus am Fluss) war auch Gegenstand des Films „Cabin at the River“ von Silvia Zeitlinger und wurde mit dem Green LEAF Award 2015 für das beste Einfamilienhaus 2015 ausgezeichnet. Es wurde zum meist fotografierten und gefilmten modernen Einzelhaus in Italien. Führende Lifestylefirmen wie Illy und Knoll nutzen das Haus als Filmdrehort für ihre Werbezwecke.

## Möbeldesign
Cantaruttis industrielles Design wird von den italienischen Firmen Vibia und Fast auf der ganze Welt vertreten.

## Architekturarbeiten

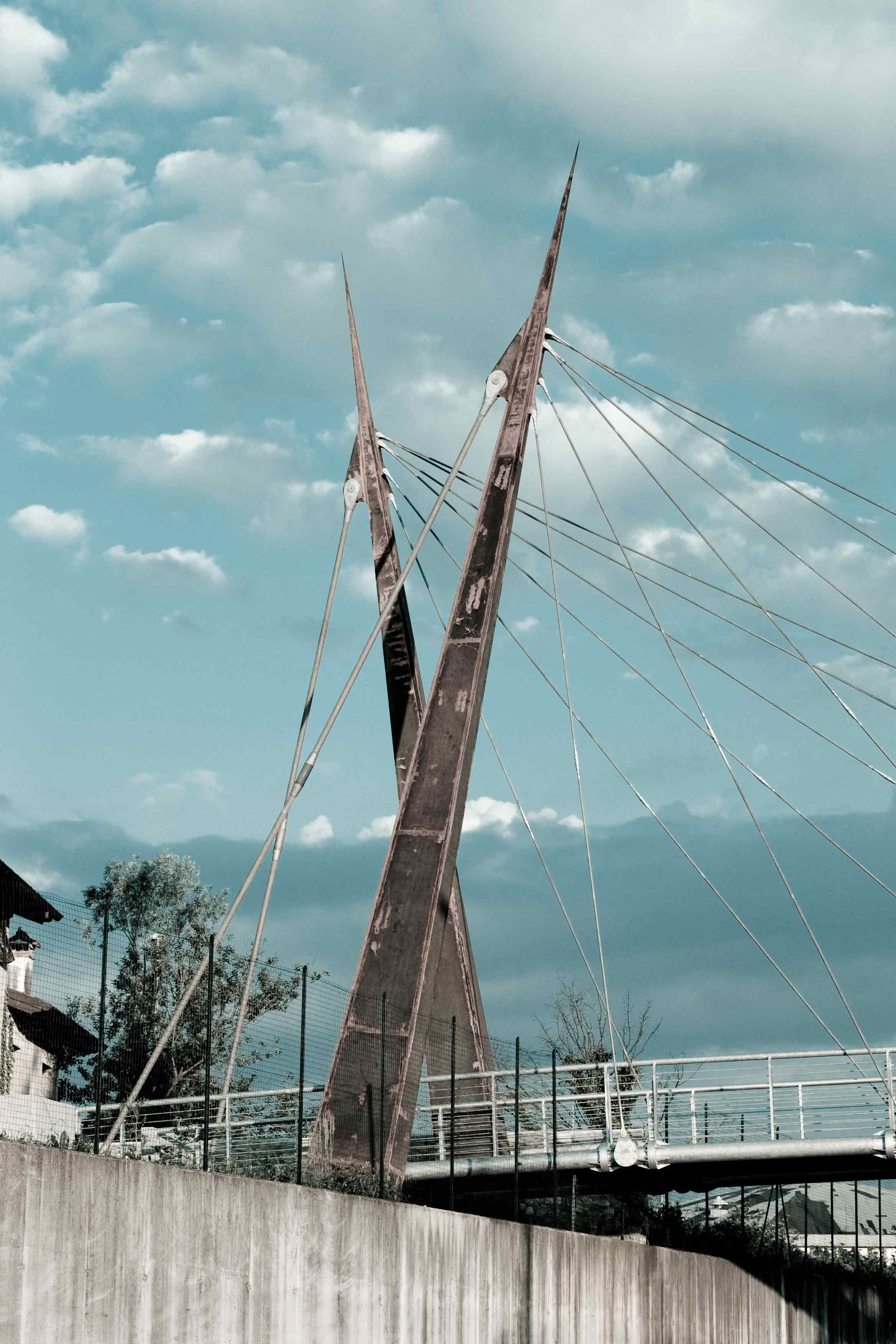
Fußgängerbrücke in Udine-Rizzi, Norditalien

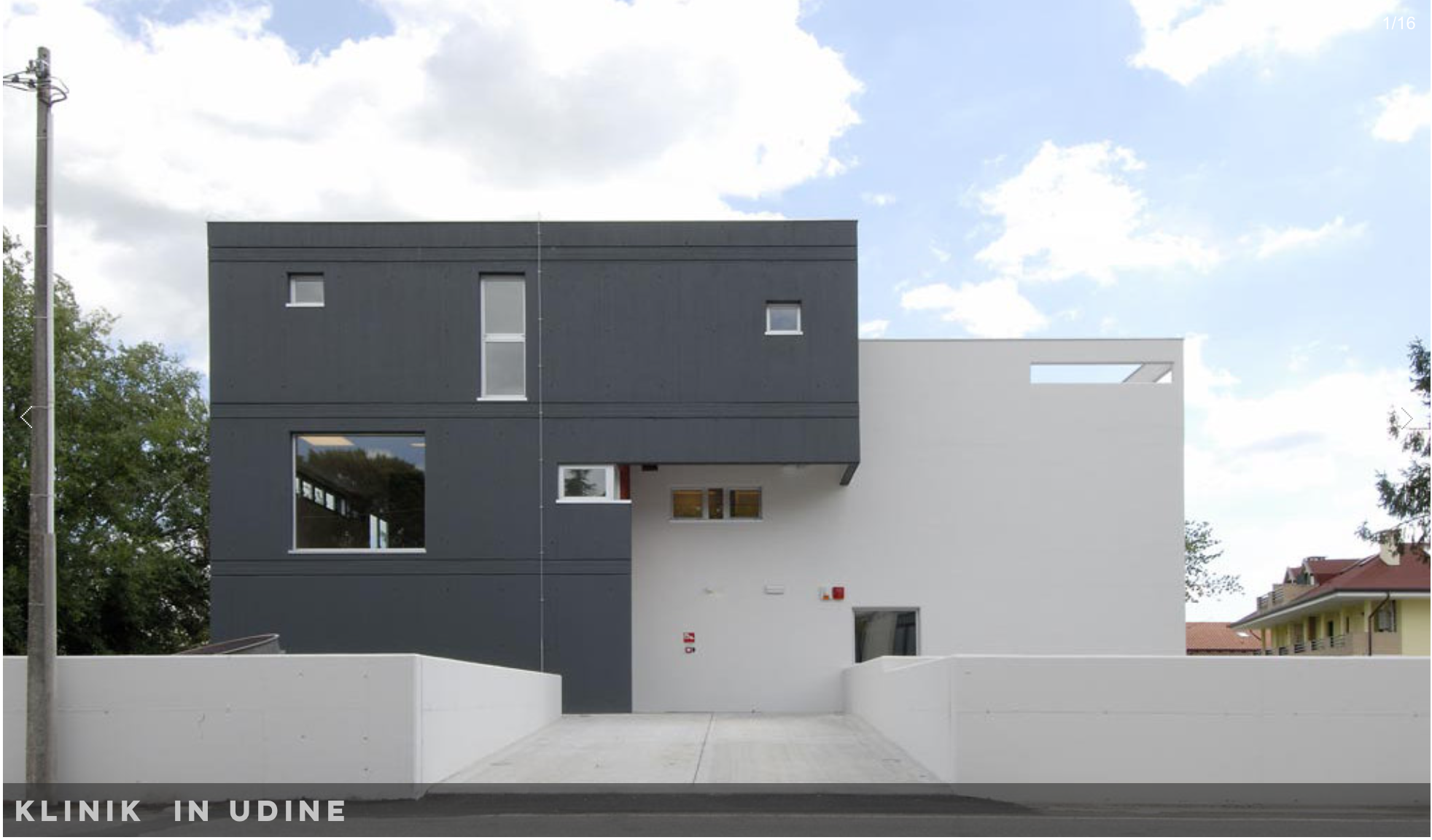
Klinik in Udine – Friuli Venezia Giulia – Architect Robby Cantarutti

- 1998 – Rekonstruction Premariacco Udine
- 1999 – mehrere Einfamilienhäuser in Udine
- 2000 – Restaurierung von Gebäuden in  Udine
- 2001 – Einfamilienhaus in Campoformido Udine
- 2002 – Industriegebäude in Campoformido Udine
- 2005 – Klinik Cussignacco Udine
- 2005 – Wettbewerbsgewinn in der Gestaltung der Piazza dei Martiri di Cittadella in Padova
- 2006 – Fußgängerbrücke in Udine, Stadtviertel Rizzi

## Designerarbeiten
- Stuhl Lachaise for ETA spa  1995

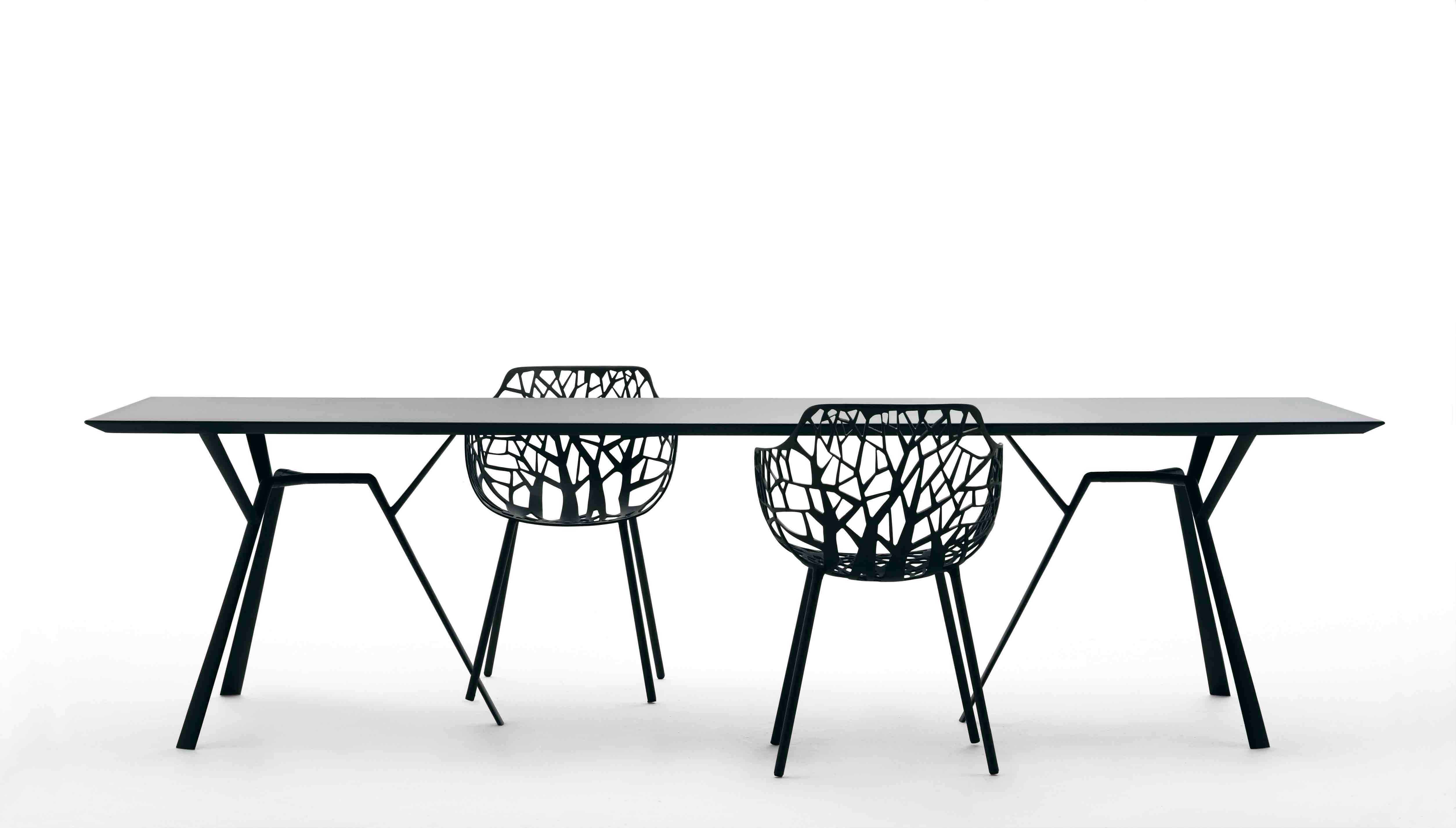
Tisch und Stühle – Architekt und Designer Robby Cantarutti (Italien)

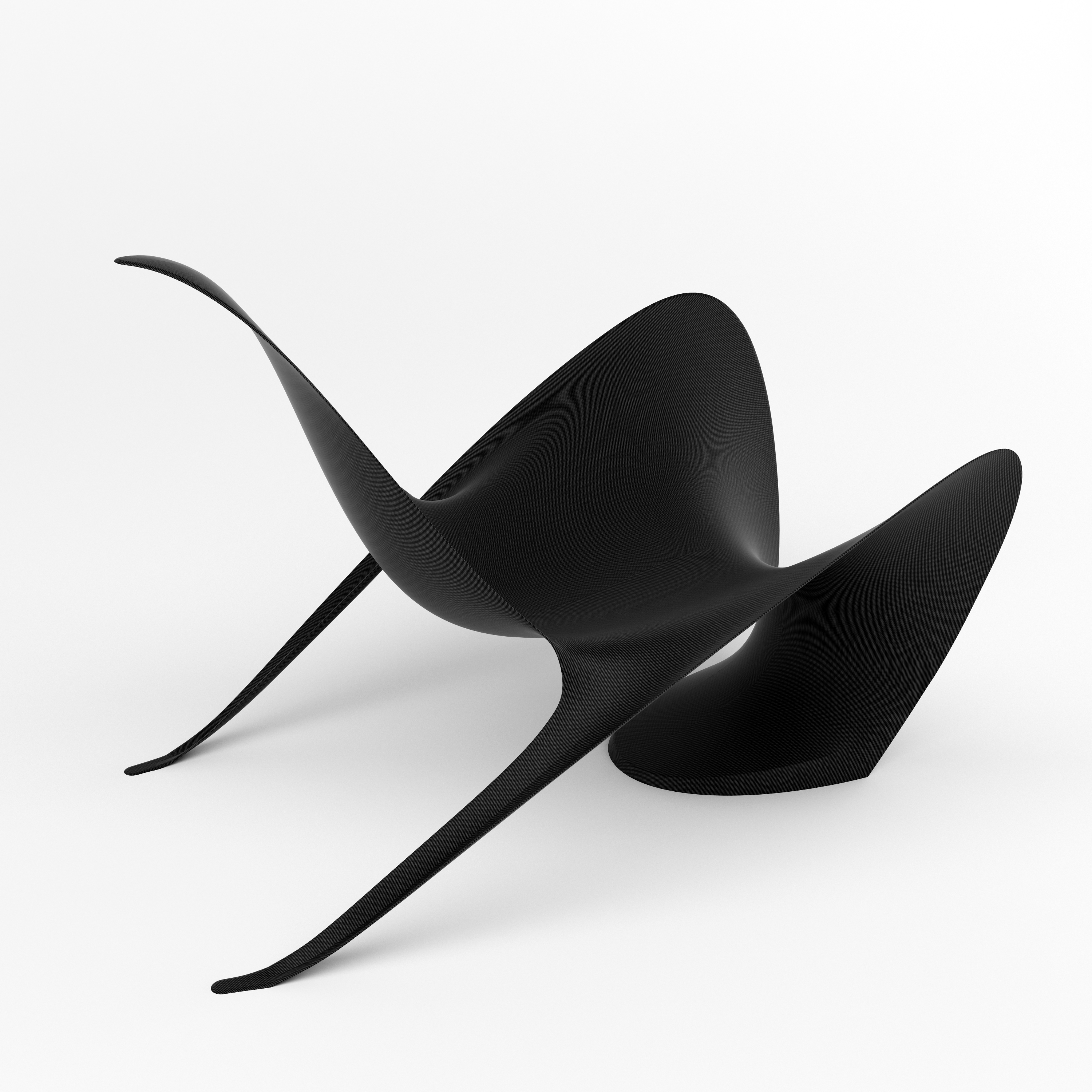
MantaChair entworfen von Robby Cantarutti

- Poltroncina Spock for ETA spa  1995
- Stuhl Bauhaus Collection für Natison Chair  1996
- Stuhl Pocket  per Arrmet  1997
- Stuhl Orbit  für Sintesi  2002
- Sgabello Ginger für Sintesi 2002
- Stuhl Gaia für Airnova 2003
- Libreria funcube für natison sedia 2003
- Stuhl Jo für Arrmet 2004
- Poltrona Maxo für Arrmet 2004
- Stuhl Exyte für jds 2006
- Stuhl Brillant für Figurae 2006
- Sgabello Estro für Alea Office 2006
- Kanapee Alma Alea Office 2006
- Liberia Code for Sintesi 2007
- Stuhl Forest for fast spa 2010
- Stuhl Elena für tramo 2010
- Lampada Samurai für vibia 2011
- Lampada Infinity für Vibia 2011
- Stuhl Niwa für fast spa 2015
- Sonnensegel Domea für bat 2016
- Sonnensegel Qubica für ke  2016
- Fernsteuerung  für Sonnensegel 2016

## Preise für Design
- 1996 – award top ten (promosedia) für Stuhl chaise
- 1997 – award top ten (promosedia) für  „Bauhaus“ collection
- 2002 – award top ten (promosedia) für Stuhl „orbit“
- 2003 – award catas für la sedia innovativa e affidabile con lo sgabello „ginger“
- 2007 – gold medal at the competition Neocon Chicago con la Stuhl “elena”
- 2007 – segnalazione  al premio delta Spagna con la sedia „elena“
- 2011 – award red dot germania con sedia „forest“
- 2011 – award Asiad  Usa  with the chair „forest“
- 2017 – award trophees Francia with marquee „qubica“
- 2017 – European Product Design Award
- 2017 – A´Design Award&Competition für Filoferru Outdoor Chair in Furniture, Homeware Design Category, 2016–2017